# عراقيون في سوريا
عراقيون في سوريا وهم المهاجرين والجالية العراقية والسوريين ذوي الأصل العراقي ألذين يتواجدون في سوريا ، وبما أن البلدين مجاورين يعود زمن هجرة العراقيين إلى سوريا إلى العصر الأموي ، زادت الهجرة العراقية في سوريا بعد الحرب العراقية-الأيرانية وبعدها فترة الحصار الإقتصادي على العراق وأصبحت في القمة بعد غزو العراق في 2003 حيث عاش في سوريا حوالي مليون ونصف عراقي هناك وشكلوا 5% من سكان سوريا ، إلا أن معظمهم هاجروا من سوريا مرة أخرى ومنهم من عاد للعراق ومنهم من هاجر دول الغرب أو تركيا أو لبنان.

## أشخاص مشهورون
- المتنبي
- أيمن رضا
- جوليانا جندو
- صلحي الوادي
- عالية ممدوح
- ابن رجب الحنبلي
- هرمز رسام
- أحمد بن يوسف